# Amyosoma rufescens
Amyosoma rufescens är en stekelart som först beskrevs av Donald L.J. Quicke och Ingram 1993.  Amyosoma rufescens ingår i släktet Amyosoma och familjen bracksteklar. Inga underarter finns listade i Catalogue of Life.